# Altstadt (Schwerin)
Altstadt is een stadsdeel in de Duitse stad Schwerin, deelstaat Mecklenburg-Voor-Pommeren, en telt 3716 inwoners (2017). De 77 hectare grote Altstadt bevindt zich op de westelijke over van het meer Schweriner See.

## Geschiedenis
Reeds in de tiende eeuw was er bewoning waar nu Schwerin ligt. In 1171 werd de eerste dom gebouwd. Aanvankelijk was de stad ommuurd door een houten wal, die in de veertiende eeuw vervangen werd door een stenen exemplaar. Door enkele grote stadsbranden in de zestiende eeuw zijn er buiten de dom en enkele delen van het slot, geen bouwwerken van voor de zeventiende eeuw meer in de stad. 

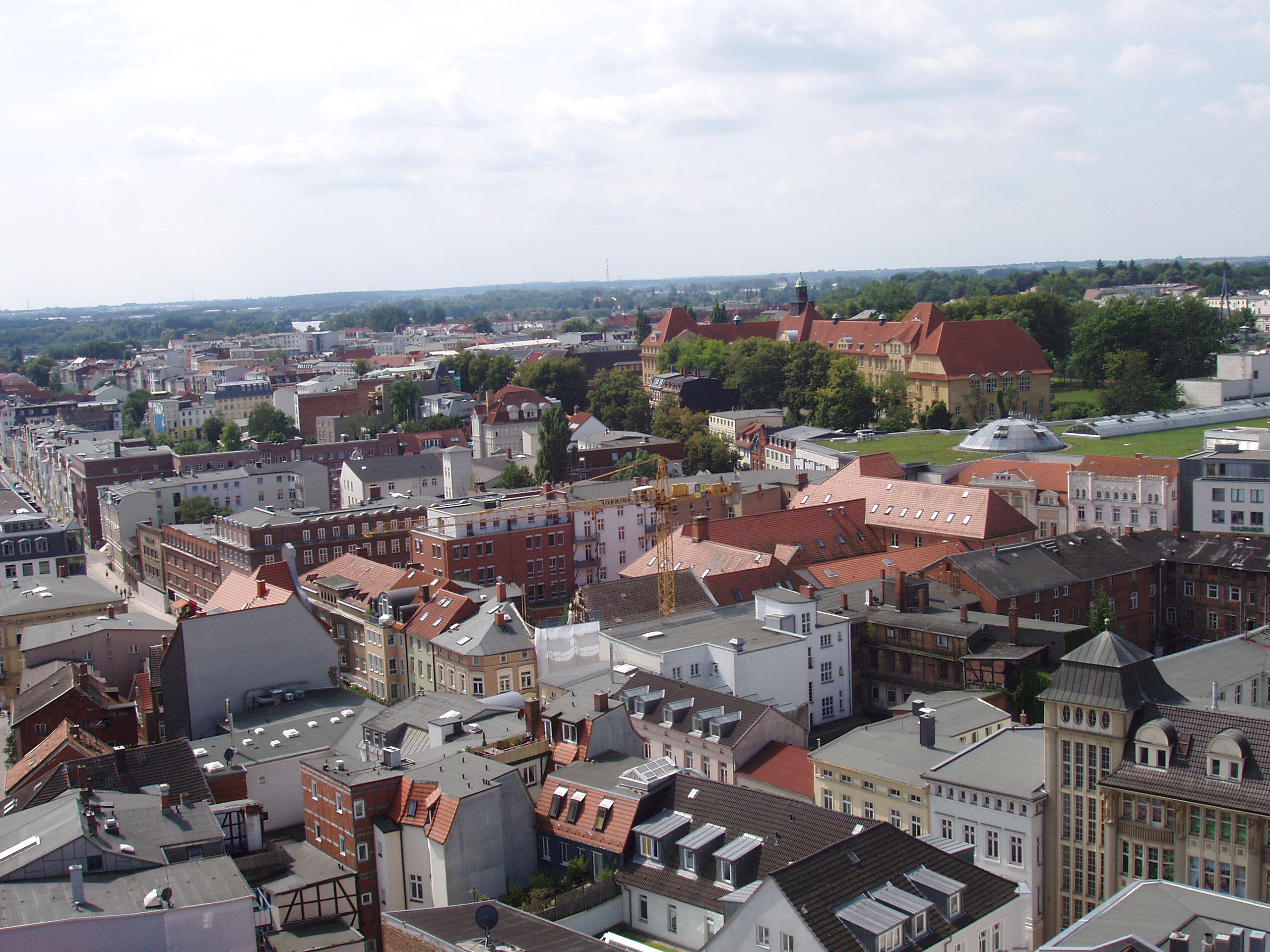
Het centrum van Altstadt.